# Герофил
Геро́фил (др.-греч. Ἡρόφιλος; родился около 335 года до н. э., Халкидон, Малая Азия — умер около 280 года до н. э., Александрия, Египет) — древнегреческий врач, первым стал для изучения анатомии систематически проводить вскрытие трупов, хотя вскрытие строго воспрещалось даже в Александрии. Большую часть жизни провёл в Александрии, где, совместно с Эрасистратом, стал основателем Александрийской медицинской школы. Оба медика считали, что центром нервной системы является головной мозг, и различали «чувствительные» и «двигательные» нервы.
Герофил оставил много трудов по всем разделам медицины, включая анатомию, хирургию, офтальмологию, кардиологию и акушерство. Его сочинения утрачены, однако на них неоднократно ссылается Гален.
В комментариях к сочинениям Гиппократа им описаны оболочки глаза, строение желудочно-кишечного тракта, кровоснабжение и морфология оболочек головного мозга, основные черты строения различных частей сердечно-сосудистой системы. Описал синусный сток (torcular Herophili), где сходятся все синусы затылочной части головы. Он описал также грудной проток, хотя и не знал его назначения, и оставил самые точные для своего времени описания мужских и женских половых органов.
Наиболее известны работы Герофила по исследованию пульса. Он первым определил его частоту, указал на диагностическое значение этого параметра. Наблюдая за пульсом во время систолы и диастолы (сокращения и расслабления сердца), отмечая его частоту, наполнение, ритмичность и стабильность, он делал медицинские заключения. Определял ритм пульсации крови в артериях, сравнивал разные виды пульса с музыкальными ритмами, присвоил каждому типу пульса специальное название. Одно из этих названий, «скачущий пульс», сохранилось до наших дней.